# Wilhelm von Preußen (1783–1851)

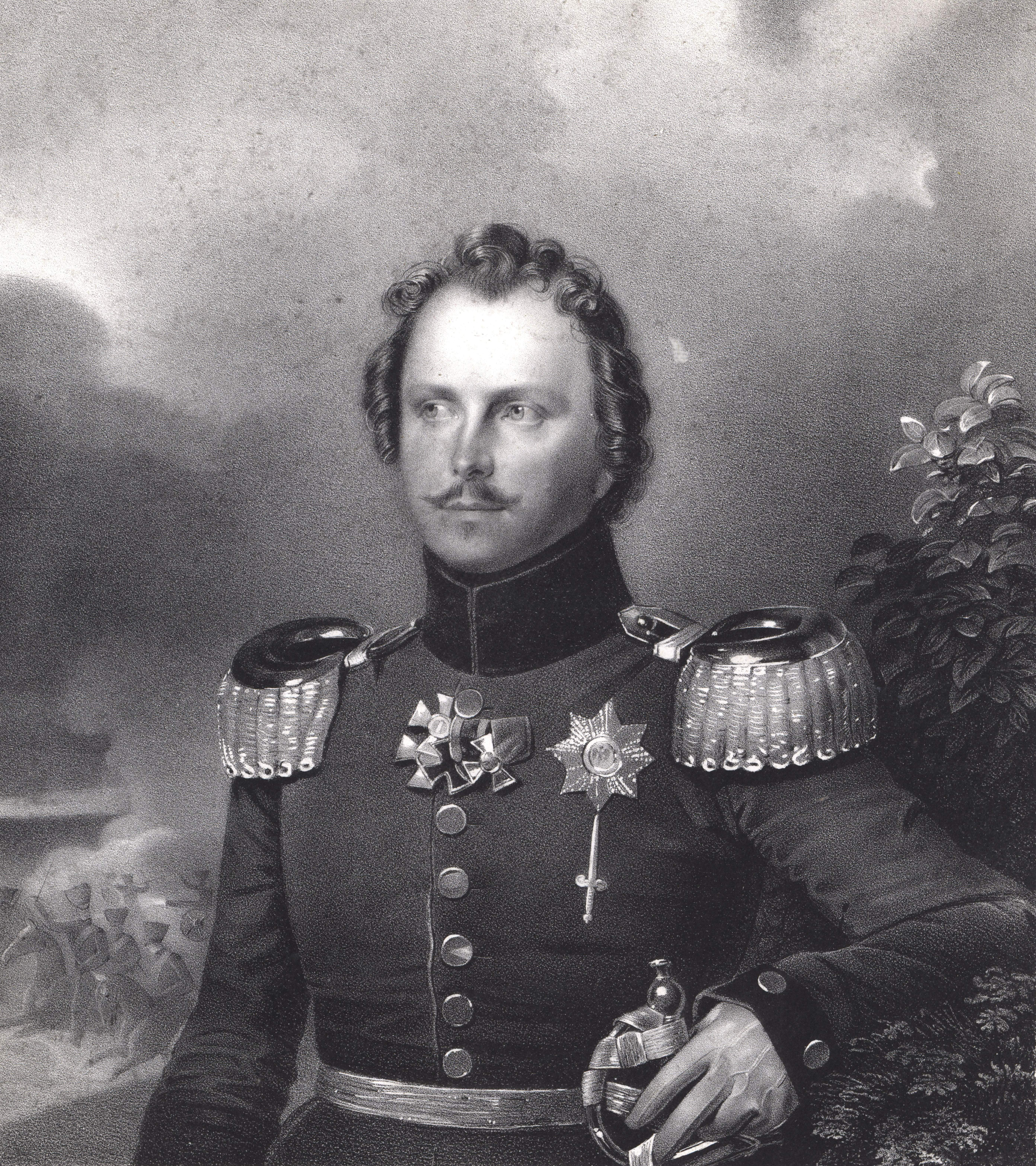
Prinz Friedrich Wilhelm Karl von Preußen

Prinz Friedrich Wilhelm Karl von Preußen (* 3. Juli 1783 in Berlin; † 28. September 1851 ebenda) war ein  preußischer Offizier, zuletzt General der Kavallerie sowie Generalgouverneur der Rheinprovinzen und Gouverneur der Bundesfestung Mainz.

## Leben
Prinz Wilhelm war der vierte und jüngste Sohn von König Friedrich Wilhelm II. und Prinzessin Friederike Luise von Hessen-Darmstadt.
Er diente seit 18. März 1799 als Stabskapitän im I. Bataillon Garde und focht im Feldzug 1806 an der Spitze einer Kavalleriebrigade bei Auerstedt. Um eine Ermäßigung der dem Land auferlegten Kriegslasten von Napoleon Bonaparte zu erlangen, reiste er im Dezember 1807 nach Paris, vermochte jedoch nur eine geringe Verminderung zu bewirken; auch vertrat er 1808 Preußen auf dem Erfurter Kongress. Am Ende dieses Jahres begleitete er seinen Bruder König Friedrich Wilhelm III. nach Sankt Petersburg und nahm dann namhaften Anteil an der Umgestaltung Preußens und der Armee.
Im Befreiungskrieg 1813 befand er sich in Blüchers Hauptquartier. In der Schlacht bei Großgörschen am 2. Mai kommandierte er die Reservekavallerie im linken Flügel der Armee und während der Völkerschlacht bei Leipzig vermittelte er die Vereinigung der Nordarmee mit Blücher. Später führte er die 8. Brigade des Yorckschen Armeekorps über den Rhein und zeichnete sich bei Château-Thierry, Laon und vor Paris durch Tapferkeit und Feldherrngeschick aus. Nach dem Pariser Frieden begleitete der Prinz den König nach London und wohnte dann den Verhandlungen des Wiener Kongresses bei. 1815 kommandierte er die Reservekavallerie des IV. Armeekorps.

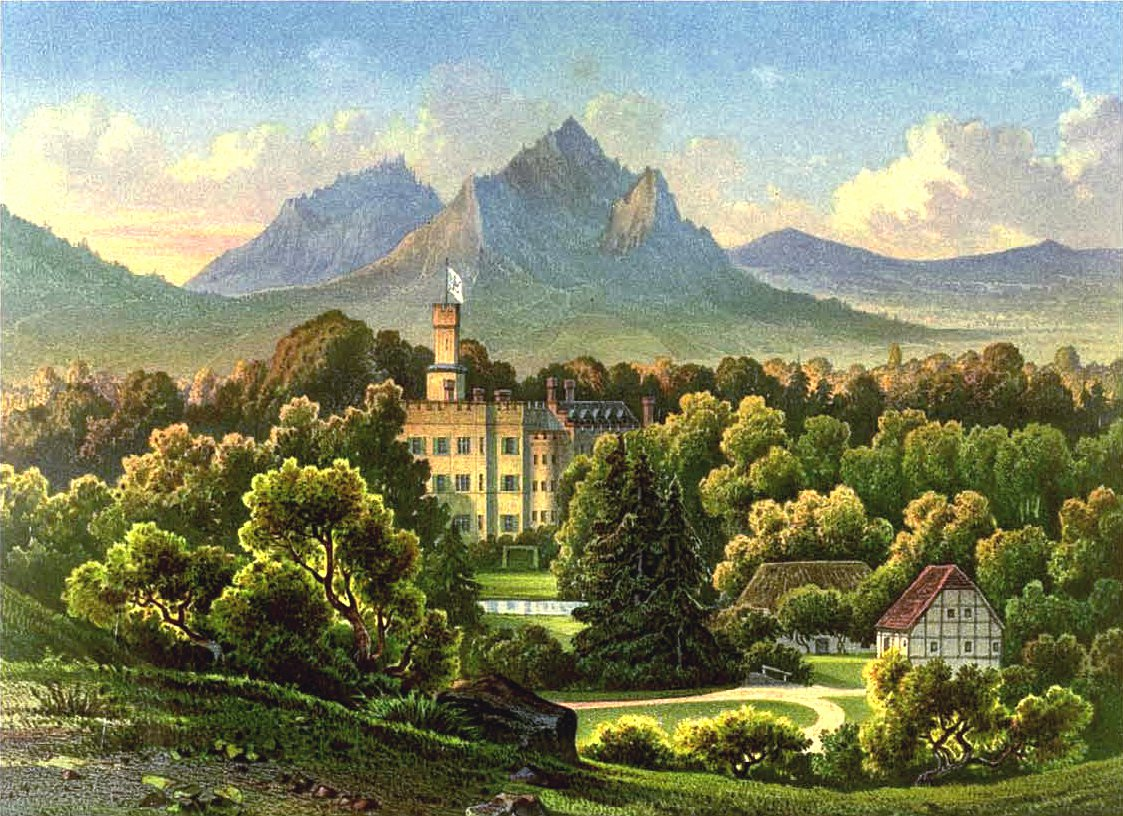
Schloss Fischbach um 1860, Sammlung Alexander Duncker – ehem. Residenz des Bruders des preußischen Königs. Im Hintergrund die Falkenberge

Seit dem zweiten Pariser Frieden lebte er teils in Paris, teils auf seinem Schloss Fischbach in Fischbach bei Schmiedeberg im Riesengebirge.
1824 bis 1829 war er Gouverneur der Bundesfestung Mainz, 1830 bis 1831 Generalgouverneur der Rheinprovinz und Westfalens. In dieser Eigenschaft eröffnete er am 20. September 1831 feierlich die erste Eisenbahnstrecke auf deutschem Boden von Hinsbeck durch das Deilbachtal nach Nierenhof. Die bis dahin „Deilthaler Eisenbahn“ genannte Strecke durfte sich daraufhin „Prinz-Wilhelm-Eisenbahn“ nennen.
Im März 1834 wurde er zum General der Kavallerie und wieder zum Gouverneur der Bundesfestung Mainz ernannt. Dabei sollte er nicht verwechselt werden mit seinem gleichnamigen Neffen, dem späteren Kaiser Wilhelm I., der dies 1854 ebenfalls war. Friedrich Wilhelm IV. würdigte seine langjährigen militärischen Verdienste am 18. Dezember 1846 mit der Verleihung des Eichenlaubs zum Pour le Mérite.
Nach dem Tod seiner Gemahlin Marie Anne († 14. April 1846), Tochter der Landgrafen Friedrich V. Ludwig von Hessen-Homburg, zog er sich ganz auf sein Schloss Fischbach im Hirschberger Tal zurück.

## Nachkommen

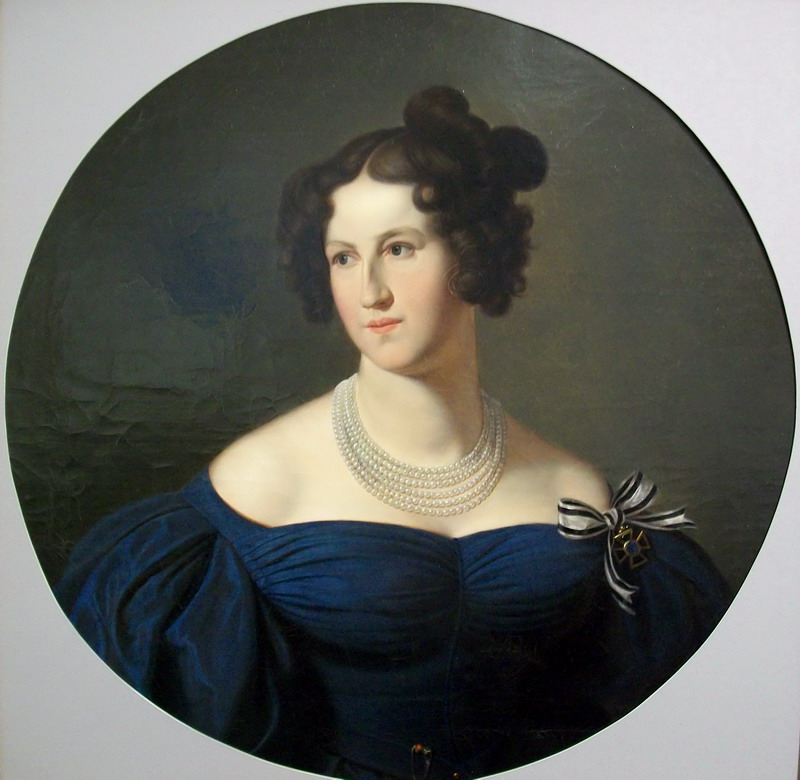
Wilhelm von Schadow, Marianne von Preußen

Wilhelm heiratete am 12. Januar 1804 in Berlin seine Cousine ersten Grades Marianne (1785–1846), eine Tochter des Landgrafen Friedrich V. von Hessen-Homburg und der Landgräfin Karoline von Hessen-Darmstadt, mit der er folgende Kinder hatte:
- Friederike (1805–1806)
- Irene (*/† 1806)
- Tassilo (1811–1813)
- Adalbert (1811–1873) ⚭ 1850 Therese Elßler (1808–1878)
- Tassilo (1813–1814)
- Elisabeth (1815–1885) ⚭ 1836 Prinz Karl von Hessen (1809–1877)
- Waldemar (1817–1849)
- Marie (1825–1889) ⚭ 1842 König Maximilian II. von Bayern (1811–1864)

## Abstammung
| Friedrich I. (König in Preußen) ⚭ Sophie Charlotte | Friedrich I. (König in Preußen) ⚭ Sophie Charlotte | Friedrich I. (König in Preußen) ⚭ Sophie Charlotte | Friedrich I. (König in Preußen) ⚭ Sophie Charlotte | Friedrich I. (König in Preußen) ⚭ Sophie Charlotte | Friedrich I. (König in Preußen) ⚭ Sophie Charlotte |  |  | Georg I. (König von Großbritannien) ⚭ Sophie Dorothea | Georg I. (König von Großbritannien) ⚭ Sophie Dorothea | Georg I. (König von Großbritannien) ⚭ Sophie Dorothea | Georg I. (König von Großbritannien) ⚭ Sophie Dorothea | Georg I. (König von Großbritannien) ⚭ Sophie Dorothea | Georg I. (König von Großbritannien) ⚭ Sophie Dorothea |  |  | Ferdinand Albrecht I. (Herzog von Braunschweig-Wolfenbüttel-Bevern) ⚭ Christine | Ferdinand Albrecht I. (Herzog von Braunschweig-Wolfenbüttel-Bevern) ⚭ Christine | Ferdinand Albrecht I. (Herzog von Braunschweig-Wolfenbüttel-Bevern) ⚭ Christine | Ferdinand Albrecht I. (Herzog von Braunschweig-Wolfenbüttel-Bevern) ⚭ Christine | Ferdinand Albrecht I. (Herzog von Braunschweig-Wolfenbüttel-Bevern) ⚭ Christine | Ferdinand Albrecht I. (Herzog von Braunschweig-Wolfenbüttel-Bevern) ⚭ Christine |  |  | Ludwig Rudolf (Herzog von Braunschweig-Lüneburg) ⚭ Christine Luise | Ludwig Rudolf (Herzog von Braunschweig-Lüneburg) ⚭ Christine Luise | Ludwig Rudolf (Herzog von Braunschweig-Lüneburg) ⚭ Christine Luise | Ludwig Rudolf (Herzog von Braunschweig-Lüneburg) ⚭ Christine Luise | Ludwig Rudolf (Herzog von Braunschweig-Lüneburg) ⚭ Christine Luise | Ludwig Rudolf (Herzog von Braunschweig-Lüneburg) ⚭ Christine Luise |  |  | Ernst Ludwig (Landgraf von Hessen-Darmstadt) ⚭ Dorothea Charlotte | Ernst Ludwig (Landgraf von Hessen-Darmstadt) ⚭ Dorothea Charlotte | Ernst Ludwig (Landgraf von Hessen-Darmstadt) ⚭ Dorothea Charlotte | Ernst Ludwig (Landgraf von Hessen-Darmstadt) ⚭ Dorothea Charlotte | Ernst Ludwig (Landgraf von Hessen-Darmstadt) ⚭ Dorothea Charlotte | Ernst Ludwig (Landgraf von Hessen-Darmstadt) ⚭ Dorothea Charlotte |  |  | Johann Reinhard III. (Graf von Hanau-Lichtenberg) ⚭ Dorothea Friederike | Johann Reinhard III. (Graf von Hanau-Lichtenberg) ⚭ Dorothea Friederike | Johann Reinhard III. (Graf von Hanau-Lichtenberg) ⚭ Dorothea Friederike | Johann Reinhard III. (Graf von Hanau-Lichtenberg) ⚭ Dorothea Friederike | Johann Reinhard III. (Graf von Hanau-Lichtenberg) ⚭ Dorothea Friederike | Johann Reinhard III. (Graf von Hanau-Lichtenberg) ⚭ Dorothea Friederike |  |  | Christian II. (Pfalzgraf und Herzog von Pfalz-Zweibrücken-Birkenfeld) ⚭ Katharina Agathe | Christian II. (Pfalzgraf und Herzog von Pfalz-Zweibrücken-Birkenfeld) ⚭ Katharina Agathe | Christian II. (Pfalzgraf und Herzog von Pfalz-Zweibrücken-Birkenfeld) ⚭ Katharina Agathe | Christian II. (Pfalzgraf und Herzog von Pfalz-Zweibrücken-Birkenfeld) ⚭ Katharina Agathe | Christian II. (Pfalzgraf und Herzog von Pfalz-Zweibrücken-Birkenfeld) ⚭ Katharina Agathe | Christian II. (Pfalzgraf und Herzog von Pfalz-Zweibrücken-Birkenfeld) ⚭ Katharina Agathe |  |  | Ludwig Kraft (Graf von Saarbrücken und Saarwerden) ⚭ Philippine Henriette zu Hohenlohe-Langenburg | Ludwig Kraft (Graf von Saarbrücken und Saarwerden) ⚭ Philippine Henriette zu Hohenlohe-Langenburg | Ludwig Kraft (Graf von Saarbrücken und Saarwerden) ⚭ Philippine Henriette zu Hohenlohe-Langenburg | Ludwig Kraft (Graf von Saarbrücken und Saarwerden) ⚭ Philippine Henriette zu Hohenlohe-Langenburg | Ludwig Kraft (Graf von Saarbrücken und Saarwerden) ⚭ Philippine Henriette zu Hohenlohe-Langenburg | Ludwig Kraft (Graf von Saarbrücken und Saarwerden) ⚭ Philippine Henriette zu Hohenlohe-Langenburg |  |  |  |  |  |  |  |  |  |  |  |  |  |  |  |  |  |  |  |  |  |  |  |  |  |  |  |  |  |  |  |  |  |  |  |  |  |  |  |  |  |  |  |  |  |  |  |  |
| Friedrich I. (König in Preußen) ⚭ Sophie Charlotte | Friedrich I. (König in Preußen) ⚭ Sophie Charlotte | Friedrich I. (König in Preußen) ⚭ Sophie Charlotte | Friedrich I. (König in Preußen) ⚭ Sophie Charlotte | Friedrich I. (König in Preußen) ⚭ Sophie Charlotte | Friedrich I. (König in Preußen) ⚭ Sophie Charlotte |  |  | Georg I. (König von Großbritannien) ⚭ Sophie Dorothea | Georg I. (König von Großbritannien) ⚭ Sophie Dorothea | Georg I. (König von Großbritannien) ⚭ Sophie Dorothea | Georg I. (König von Großbritannien) ⚭ Sophie Dorothea | Georg I. (König von Großbritannien) ⚭ Sophie Dorothea | Georg I. (König von Großbritannien) ⚭ Sophie Dorothea |  |  | Ferdinand Albrecht I. (Herzog von Braunschweig-Wolfenbüttel-Bevern) ⚭ Christine | Ferdinand Albrecht I. (Herzog von Braunschweig-Wolfenbüttel-Bevern) ⚭ Christine | Ferdinand Albrecht I. (Herzog von Braunschweig-Wolfenbüttel-Bevern) ⚭ Christine | Ferdinand Albrecht I. (Herzog von Braunschweig-Wolfenbüttel-Bevern) ⚭ Christine | Ferdinand Albrecht I. (Herzog von Braunschweig-Wolfenbüttel-Bevern) ⚭ Christine | Ferdinand Albrecht I. (Herzog von Braunschweig-Wolfenbüttel-Bevern) ⚭ Christine |  |  | Ludwig Rudolf (Herzog von Braunschweig-Lüneburg) ⚭ Christine Luise | Ludwig Rudolf (Herzog von Braunschweig-Lüneburg) ⚭ Christine Luise | Ludwig Rudolf (Herzog von Braunschweig-Lüneburg) ⚭ Christine Luise | Ludwig Rudolf (Herzog von Braunschweig-Lüneburg) ⚭ Christine Luise | Ludwig Rudolf (Herzog von Braunschweig-Lüneburg) ⚭ Christine Luise | Ludwig Rudolf (Herzog von Braunschweig-Lüneburg) ⚭ Christine Luise |  |  | Ernst Ludwig (Landgraf von Hessen-Darmstadt) ⚭ Dorothea Charlotte | Ernst Ludwig (Landgraf von Hessen-Darmstadt) ⚭ Dorothea Charlotte | Ernst Ludwig (Landgraf von Hessen-Darmstadt) ⚭ Dorothea Charlotte | Ernst Ludwig (Landgraf von Hessen-Darmstadt) ⚭ Dorothea Charlotte | Ernst Ludwig (Landgraf von Hessen-Darmstadt) ⚭ Dorothea Charlotte | Ernst Ludwig (Landgraf von Hessen-Darmstadt) ⚭ Dorothea Charlotte |  |  | Johann Reinhard III. (Graf von Hanau-Lichtenberg) ⚭ Dorothea Friederike | Johann Reinhard III. (Graf von Hanau-Lichtenberg) ⚭ Dorothea Friederike | Johann Reinhard III. (Graf von Hanau-Lichtenberg) ⚭ Dorothea Friederike | Johann Reinhard III. (Graf von Hanau-Lichtenberg) ⚭ Dorothea Friederike | Johann Reinhard III. (Graf von Hanau-Lichtenberg) ⚭ Dorothea Friederike | Johann Reinhard III. (Graf von Hanau-Lichtenberg) ⚭ Dorothea Friederike |  |  | Christian II. (Pfalzgraf und Herzog von Pfalz-Zweibrücken-Birkenfeld) ⚭ Katharina Agathe | Christian II. (Pfalzgraf und Herzog von Pfalz-Zweibrücken-Birkenfeld) ⚭ Katharina Agathe | Christian II. (Pfalzgraf und Herzog von Pfalz-Zweibrücken-Birkenfeld) ⚭ Katharina Agathe | Christian II. (Pfalzgraf und Herzog von Pfalz-Zweibrücken-Birkenfeld) ⚭ Katharina Agathe | Christian II. (Pfalzgraf und Herzog von Pfalz-Zweibrücken-Birkenfeld) ⚭ Katharina Agathe | Christian II. (Pfalzgraf und Herzog von Pfalz-Zweibrücken-Birkenfeld) ⚭ Katharina Agathe |  |  | Ludwig Kraft (Graf von Saarbrücken und Saarwerden) ⚭ Philippine Henriette zu Hohenlohe-Langenburg | Ludwig Kraft (Graf von Saarbrücken und Saarwerden) ⚭ Philippine Henriette zu Hohenlohe-Langenburg | Ludwig Kraft (Graf von Saarbrücken und Saarwerden) ⚭ Philippine Henriette zu Hohenlohe-Langenburg | Ludwig Kraft (Graf von Saarbrücken und Saarwerden) ⚭ Philippine Henriette zu Hohenlohe-Langenburg | Ludwig Kraft (Graf von Saarbrücken und Saarwerden) ⚭ Philippine Henriette zu Hohenlohe-Langenburg | Ludwig Kraft (Graf von Saarbrücken und Saarwerden) ⚭ Philippine Henriette zu Hohenlohe-Langenburg |  |  |  |  |  |  |  |  |  |  |  |  |  |  |  |  |  |  |  |  |  |  |  |  |  |  |  |  |  |  |  |  |  |  |  |  |  |  |  |  |  |  |  |  |  |  |  |  |
| Friedrich Wilhelm I. (König in Preußen)            | Friedrich Wilhelm I. (König in Preußen)            | Friedrich Wilhelm I. (König in Preußen)            | Friedrich Wilhelm I. (König in Preußen)            | Friedrich Wilhelm I. (König in Preußen)            | Friedrich Wilhelm I. (König in Preußen)            |  |  | Sophie Dorothea                                       | Sophie Dorothea                                       | Sophie Dorothea                                       | Sophie Dorothea                                       | Sophie Dorothea                                       | Sophie Dorothea                                       |  |  | Ferdinand Albrecht II. (Herzog von Braunschweig-Wolfenbüttel)                   | Ferdinand Albrecht II. (Herzog von Braunschweig-Wolfenbüttel)                   | Ferdinand Albrecht II. (Herzog von Braunschweig-Wolfenbüttel)                   | Ferdinand Albrecht II. (Herzog von Braunschweig-Wolfenbüttel)                   | Ferdinand Albrecht II. (Herzog von Braunschweig-Wolfenbüttel)                   | Ferdinand Albrecht II. (Herzog von Braunschweig-Wolfenbüttel)                   |  |  | Antoinette Amalie                                                  | Antoinette Amalie                                                  | Antoinette Amalie                                                  | Antoinette Amalie                                                  | Antoinette Amalie                                                  | Antoinette Amalie                                                  |  |  | Ludwig VIII. (Landgraf von Hessen-Darmstadt)                      | Ludwig VIII. (Landgraf von Hessen-Darmstadt)                      | Ludwig VIII. (Landgraf von Hessen-Darmstadt)                      | Ludwig VIII. (Landgraf von Hessen-Darmstadt)                      | Ludwig VIII. (Landgraf von Hessen-Darmstadt)                      | Ludwig VIII. (Landgraf von Hessen-Darmstadt)                      |  |  | Charlotte                                                               | Charlotte                                                               | Charlotte                                                               | Charlotte                                                               | Charlotte                                                               | Charlotte                                                               |  |  | Christian III. (Herzog von Pfalz-Zweibrücken)                                            | Christian III. (Herzog von Pfalz-Zweibrücken)                                            | Christian III. (Herzog von Pfalz-Zweibrücken)                                            | Christian III. (Herzog von Pfalz-Zweibrücken)                                            | Christian III. (Herzog von Pfalz-Zweibrücken)                                            | Christian III. (Herzog von Pfalz-Zweibrücken)                                            |  |  | Karoline                                                                                          | Karoline                                                                                          | Karoline                                                                                          | Karoline                                                                                          | Karoline                                                                                          | Karoline                                                                                          |  |  |  |  |  |  |  |  |  |  |  |  |  |  |  |  |  |  |  |  |  |  |  |  |  |  |  |  |  |  |  |  |  |  |  |  |  |  |  |  |  |  |  |  |  |  |  |  |
| Friedrich Wilhelm I. (König in Preußen)            | Friedrich Wilhelm I. (König in Preußen)            | Friedrich Wilhelm I. (König in Preußen)            | Friedrich Wilhelm I. (König in Preußen)            | Friedrich Wilhelm I. (König in Preußen)            | Friedrich Wilhelm I. (König in Preußen)            |  |  | Sophie Dorothea                                       | Sophie Dorothea                                       | Sophie Dorothea                                       | Sophie Dorothea                                       | Sophie Dorothea                                       | Sophie Dorothea                                       |  |  | Ferdinand Albrecht II. (Herzog von Braunschweig-Wolfenbüttel)                   | Ferdinand Albrecht II. (Herzog von Braunschweig-Wolfenbüttel)                   | Ferdinand Albrecht II. (Herzog von Braunschweig-Wolfenbüttel)                   | Ferdinand Albrecht II. (Herzog von Braunschweig-Wolfenbüttel)                   | Ferdinand Albrecht II. (Herzog von Braunschweig-Wolfenbüttel)                   | Ferdinand Albrecht II. (Herzog von Braunschweig-Wolfenbüttel)                   |  |  | Antoinette Amalie                                                  | Antoinette Amalie                                                  | Antoinette Amalie                                                  | Antoinette Amalie                                                  | Antoinette Amalie                                                  | Antoinette Amalie                                                  |  |  | Ludwig VIII. (Landgraf von Hessen-Darmstadt)                      | Ludwig VIII. (Landgraf von Hessen-Darmstadt)                      | Ludwig VIII. (Landgraf von Hessen-Darmstadt)                      | Ludwig VIII. (Landgraf von Hessen-Darmstadt)                      | Ludwig VIII. (Landgraf von Hessen-Darmstadt)                      | Ludwig VIII. (Landgraf von Hessen-Darmstadt)                      |  |  | Charlotte                                                               | Charlotte                                                               | Charlotte                                                               | Charlotte                                                               | Charlotte                                                               | Charlotte                                                               |  |  | Christian III. (Herzog von Pfalz-Zweibrücken)                                            | Christian III. (Herzog von Pfalz-Zweibrücken)                                            | Christian III. (Herzog von Pfalz-Zweibrücken)                                            | Christian III. (Herzog von Pfalz-Zweibrücken)                                            | Christian III. (Herzog von Pfalz-Zweibrücken)                                            | Christian III. (Herzog von Pfalz-Zweibrücken)                                            |  |  | Karoline                                                                                          | Karoline                                                                                          | Karoline                                                                                          | Karoline                                                                                          | Karoline                                                                                          | Karoline                                                                                          |  |  |  |  |  |  |  |  |  |  |  |  |  |  |  |  |  |  |  |  |  |  |  |  |  |  |  |  |  |  |  |  |  |  |  |  |  |  |  |  |  |  |  |  |  |  |  |  |
|                                                    |                                                    |                                                    |                                                    |                                                    |                                                    |  |  |                                                       |                                                       |                                                       |                                                       |                                                       |                                                       |  |  |                                                                                 |                                                                                 |                                                                                 |                                                                                 |                                                                                 |                                                                                 |  |  |                                                                    |                                                                    |                                                                    |                                                                    |                                                                    |                                                                    |  |  |                                                                   |                                                                   |                                                                   |                                                                   |                                                                   |                                                                   |  |  |                                                                         |                                                                         |                                                                         |                                                                         |                                                                         |                                                                         |  |  |                                                                                          |                                                                                          |                                                                                          |                                                                                          |                                                                                          |                                                                                          |  |  |                                                                                                   |                                                                                                   |                                                                                                   |                                                                                                   |                                                                                                   |                                                                                                   |  |  |  |  |  |  |  |  |  |  |  |  |  |  |  |  |  |  |  |  |  |  |  |  |  |  |  |  |  |  |  |  |  |  |  |  |  |  |  |  |  |  |  |  |  |  |  |  |
|                                                    |                                                    |                                                    |                                                    |                                                    |                                                    |  |  |                                                       |                                                       |                                                       |                                                       |                                                       |                                                       |  |  |                                                                                 |                                                                                 |                                                                                 |                                                                                 |                                                                                 |                                                                                 |  |  |                                                                    |                                                                    |                                                                    |                                                                    |                                                                    |                                                                    |  |  |                                                                   |                                                                   |                                                                   |                                                                   |                                                                   |                                                                   |  |  |                                                                         |                                                                         |                                                                         |                                                                         |                                                                         |                                                                         |  |  |                                                                                          |                                                                                          |                                                                                          |                                                                                          |                                                                                          |                                                                                          |  |  |                                                                                                   |                                                                                                   |                                                                                                   |                                                                                                   |                                                                                                   |                                                                                                   |  |  |  |  |  |  |  |  |  |  |  |  |  |  |  |  |  |  |  |  |  |  |  |  |  |  |  |  |  |  |  |  |  |  |  |  |  |  |  |  |  |  |  |  |  |  |  |  |
| Friedrich II. (König von Preußen)                  | Friedrich II. (König von Preußen)                  | Friedrich II. (König von Preußen)                  | Friedrich II. (König von Preußen)                  | Friedrich II. (König von Preußen)                  | Friedrich II. (König von Preußen)                  |  |  | August Wilhelm (Prinz von Preußen)                    | August Wilhelm (Prinz von Preußen)                    | August Wilhelm (Prinz von Preußen)                    | August Wilhelm (Prinz von Preußen)                    | August Wilhelm (Prinz von Preußen)                    | August Wilhelm (Prinz von Preußen)                    |  |  | Luise Amalie (Prinzessin von Preußen)                                           | Luise Amalie (Prinzessin von Preußen)                                           | Luise Amalie (Prinzessin von Preußen)                                           | Luise Amalie (Prinzessin von Preußen)                                           | Luise Amalie (Prinzessin von Preußen)                                           | Luise Amalie (Prinzessin von Preußen)                                           |  |  |                                                                    |                                                                    |                                                                    |                                                                    |                                                                    |                                                                    |  |  |                                                                   |                                                                   |                                                                   |                                                                   |                                                                   |                                                                   |  |  | Ludwig IX. (Landgraf von Hessen-Darmstadt)                              | Ludwig IX. (Landgraf von Hessen-Darmstadt)                              | Ludwig IX. (Landgraf von Hessen-Darmstadt)                              | Ludwig IX. (Landgraf von Hessen-Darmstadt)                              | Ludwig IX. (Landgraf von Hessen-Darmstadt)                              | Ludwig IX. (Landgraf von Hessen-Darmstadt)                              |  |  | Karoline (Landgräfin von Hessen-Darmstadt)                                               | Karoline (Landgräfin von Hessen-Darmstadt)                                               | Karoline (Landgräfin von Hessen-Darmstadt)                                               | Karoline (Landgräfin von Hessen-Darmstadt)                                               | Karoline (Landgräfin von Hessen-Darmstadt)                                               | Karoline (Landgräfin von Hessen-Darmstadt)                                               |  |  |                                                                                                   |                                                                                                   |                                                                                                   |                                                                                                   |                                                                                                   |                                                                                                   |  |  |  |  |  |  |  |  |  |  |  |  |  |  |  |  |  |  |  |  |  |  |  |  |  |  |  |  |  |  |  |  |  |  |  |  |  |  |  |  |  |  |  |  |  |  |  |  |
| Friedrich II. (König von Preußen)                  | Friedrich II. (König von Preußen)                  | Friedrich II. (König von Preußen)                  | Friedrich II. (König von Preußen)                  | Friedrich II. (König von Preußen)                  | Friedrich II. (König von Preußen)                  |  |  | August Wilhelm (Prinz von Preußen)                    | August Wilhelm (Prinz von Preußen)                    | August Wilhelm (Prinz von Preußen)                    | August Wilhelm (Prinz von Preußen)                    | August Wilhelm (Prinz von Preußen)                    | August Wilhelm (Prinz von Preußen)                    |  |  | Luise Amalie (Prinzessin von Preußen)                                           | Luise Amalie (Prinzessin von Preußen)                                           | Luise Amalie (Prinzessin von Preußen)                                           | Luise Amalie (Prinzessin von Preußen)                                           | Luise Amalie (Prinzessin von Preußen)                                           | Luise Amalie (Prinzessin von Preußen)                                           |  |  |                                                                    |                                                                    |                                                                    |                                                                    |                                                                    |                                                                    |  |  |                                                                   |                                                                   |                                                                   |                                                                   |                                                                   |                                                                   |  |  | Ludwig IX. (Landgraf von Hessen-Darmstadt)                              | Ludwig IX. (Landgraf von Hessen-Darmstadt)                              | Ludwig IX. (Landgraf von Hessen-Darmstadt)                              | Ludwig IX. (Landgraf von Hessen-Darmstadt)                              | Ludwig IX. (Landgraf von Hessen-Darmstadt)                              | Ludwig IX. (Landgraf von Hessen-Darmstadt)                              |  |  | Karoline (Landgräfin von Hessen-Darmstadt)                                               | Karoline (Landgräfin von Hessen-Darmstadt)                                               | Karoline (Landgräfin von Hessen-Darmstadt)                                               | Karoline (Landgräfin von Hessen-Darmstadt)                                               | Karoline (Landgräfin von Hessen-Darmstadt)                                               | Karoline (Landgräfin von Hessen-Darmstadt)                                               |  |  |                                                                                                   |                                                                                                   |                                                                                                   |                                                                                                   |                                                                                                   |                                                                                                   |  |  |  |  |  |  |  |  |  |  |  |  |  |  |  |  |  |  |  |  |  |  |  |  |  |  |  |  |  |  |  |  |  |  |  |  |  |  |  |  |  |  |  |  |  |  |  |  |
|                                                    |                                                    |                                                    |                                                    |                                                    |                                                    |  |  |                                                       |                                                       |                                                       |                                                       |                                                       |                                                       |  |  |                                                                                 |                                                                                 |                                                                                 |                                                                                 |                                                                                 |                                                                                 |  |  |                                                                    |                                                                    |                                                                    |                                                                    |                                                                    |                                                                    |  |  |                                                                   |                                                                   |                                                                   |                                                                   |                                                                   |                                                                   |  |  |                                                                         |                                                                         |                                                                         |                                                                         |                                                                         |                                                                         |  |  |                                                                                          |                                                                                          |                                                                                          |                                                                                          |                                                                                          |                                                                                          |  |  |                                                                                                   |                                                                                                   |                                                                                                   |                                                                                                   |                                                                                                   |                                                                                                   |  |  |  |  |  |  |  |  |  |  |  |  |  |  |  |  |  |  |  |  |  |  |  |  |  |  |  |  |  |  |  |  |  |  |  |  |  |  |  |  |  |  |  |  |  |  |  |  |
|                                                    |                                                    |                                                    |                                                    |                                                    |                                                    |  |  |                                                       |                                                       |                                                       |                                                       |                                                       |                                                       |  |  |                                                                                 |                                                                                 |                                                                                 |                                                                                 |                                                                                 |                                                                                 |  |  |                                                                    |                                                                    |                                                                    |                                                                    |                                                                    |                                                                    |  |  |                                                                   |                                                                   |                                                                   |                                                                   |                                                                   |                                                                   |  |  |                                                                         |                                                                         |                                                                         |                                                                         |                                                                         |                                                                         |  |  |                                                                                          |                                                                                          |                                                                                          |                                                                                          |                                                                                          |                                                                                          |  |  |                                                                                                   |                                                                                                   |                                                                                                   |                                                                                                   |                                                                                                   |                                                                                                   |  |  |  |  |  |  |  |  |  |  |  |  |  |  |  |  |  |  |  |  |  |  |  |  |  |  |  |  |  |  |  |  |  |  |  |  |  |  |  |  |  |  |  |  |  |  |  |  |
|                                                    |                                                    |                                                    |                                                    |                                                    |                                                    |  |  | Wilhelmine (Erbstatthalterin der Niederlande)         | Wilhelmine (Erbstatthalterin der Niederlande)         | Wilhelmine (Erbstatthalterin der Niederlande)         | Wilhelmine (Erbstatthalterin der Niederlande)         | Wilhelmine (Erbstatthalterin der Niederlande)         | Wilhelmine (Erbstatthalterin der Niederlande)         |  |  | Heinrich (preußischer Offizier)                                                 | Heinrich (preußischer Offizier)                                                 | Heinrich (preußischer Offizier)                                                 | Heinrich (preußischer Offizier)                                                 | Heinrich (preußischer Offizier)                                                 | Heinrich (preußischer Offizier)                                                 |  |  | Friedrich Wilhelm II. (König von Preußen)                          | Friedrich Wilhelm II. (König von Preußen)                          | Friedrich Wilhelm II. (König von Preußen)                          | Friedrich Wilhelm II. (König von Preußen)                          | Friedrich Wilhelm II. (König von Preußen)                          | Friedrich Wilhelm II. (König von Preußen)                          |  |  | Friederike Luise (Königin von Preußen)                            | Friederike Luise (Königin von Preußen)                            | Friederike Luise (Königin von Preußen)                            | Friederike Luise (Königin von Preußen)                            | Friederike Luise (Königin von Preußen)                            | Friederike Luise (Königin von Preußen)                            |  |  |                                                                         |                                                                         |                                                                         |                                                                         |                                                                         |                                                                         |  |  |                                                                                          |                                                                                          |                                                                                          |                                                                                          |                                                                                          |                                                                                          |  |  |                                                                                                   |                                                                                                   |                                                                                                   |                                                                                                   |                                                                                                   |                                                                                                   |  |  |  |  |  |  |  |  |  |  |  |  |  |  |  |  |  |  |  |  |  |  |  |  |  |  |  |  |  |  |  |  |  |  |  |  |  |  |  |  |  |  |  |  |  |  |  |  |
|                                                    |                                                    |                                                    |                                                    |                                                    |                                                    |  |  | Wilhelmine (Erbstatthalterin der Niederlande)         | Wilhelmine (Erbstatthalterin der Niederlande)         | Wilhelmine (Erbstatthalterin der Niederlande)         | Wilhelmine (Erbstatthalterin der Niederlande)         | Wilhelmine (Erbstatthalterin der Niederlande)         | Wilhelmine (Erbstatthalterin der Niederlande)         |  |  | Heinrich (preußischer Offizier)                                                 | Heinrich (preußischer Offizier)                                                 | Heinrich (preußischer Offizier)                                                 | Heinrich (preußischer Offizier)                                                 | Heinrich (preußischer Offizier)                                                 | Heinrich (preußischer Offizier)                                                 |  |  | Friedrich Wilhelm II. (König von Preußen)                          | Friedrich Wilhelm II. (König von Preußen)                          | Friedrich Wilhelm II. (König von Preußen)                          | Friedrich Wilhelm II. (König von Preußen)                          | Friedrich Wilhelm II. (König von Preußen)                          | Friedrich Wilhelm II. (König von Preußen)                          |  |  | Friederike Luise (Königin von Preußen)                            | Friederike Luise (Königin von Preußen)                            | Friederike Luise (Königin von Preußen)                            | Friederike Luise (Königin von Preußen)                            | Friederike Luise (Königin von Preußen)                            | Friederike Luise (Königin von Preußen)                            |  |  |                                                                         |                                                                         |                                                                         |                                                                         |                                                                         |                                                                         |  |  |                                                                                          |                                                                                          |                                                                                          |                                                                                          |                                                                                          |                                                                                          |  |  |                                                                                                   |                                                                                                   |                                                                                                   |                                                                                                   |                                                                                                   |                                                                                                   |  |  |  |  |  |  |  |  |  |  |  |  |  |  |  |  |  |  |  |  |  |  |  |  |  |  |  |  |  |  |  |  |  |  |  |  |  |  |  |  |  |  |  |  |  |  |  |  |
|                                                    |                                                    |                                                    |                                                    |                                                    |                                                    |  |  |                                                       |                                                       |                                                       |                                                       |                                                       |                                                       |  |  |                                                                                 |                                                                                 |                                                                                 |                                                                                 |                                                                                 |                                                                                 |  |  |                                                                    |                                                                    |                                                                    |                                                                    |                                                                    |                                                                    |  |  |                                                                   |                                                                   |                                                                   |                                                                   |                                                                   |                                                                   |  |  |                                                                         |                                                                         |                                                                         |                                                                         |                                                                         |                                                                         |  |  |                                                                                          |                                                                                          |                                                                                          |                                                                                          |                                                                                          |                                                                                          |  |  |                                                                                                   |                                                                                                   |                                                                                                   |                                                                                                   |                                                                                                   |                                                                                                   |  |  |  |  |  |  |  |  |  |  |  |  |  |  |  |  |  |  |  |  |  |  |  |  |  |  |  |  |  |  |  |  |  |  |  |  |  |  |  |  |  |  |  |  |  |  |  |  |
|                                                    |                                                    |                                                    |                                                    |                                                    |                                                    |  |  |                                                       |                                                       |                                                       |                                                       |                                                       |                                                       |  |  |                                                                                 |                                                                                 |                                                                                 |                                                                                 |                                                                                 |                                                                                 |  |  |                                                                    |                                                                    |                                                                    |                                                                    |                                                                    |                                                                    |  |  |                                                                   |                                                                   |                                                                   |                                                                   |                                                                   |                                                                   |  |  |                                                                         |                                                                         |                                                                         |                                                                         |                                                                         |                                                                         |  |  |                                                                                          |                                                                                          |                                                                                          |                                                                                          |                                                                                          |                                                                                          |  |  |                                                                                                   |                                                                                                   |                                                                                                   |                                                                                                   |                                                                                                   |                                                                                                   |  |  |  |  |  |  |  |  |  |  |  |  |  |  |  |  |  |  |  |  |  |  |  |  |  |  |  |  |  |  |  |  |  |  |  |  |  |  |  |  |  |  |  |  |  |  |  |  |
|                                                    |                                                    |                                                    |                                                    |                                                    |                                                    |  |  | Friedrich Wilhelm III. (König von Preußen)            | Friedrich Wilhelm III. (König von Preußen)            | Friedrich Wilhelm III. (König von Preußen)            | Friedrich Wilhelm III. (König von Preußen)            | Friedrich Wilhelm III. (König von Preußen)            | Friedrich Wilhelm III. (König von Preußen)            |  |  | Ludwig (preußischer Generalmajor)                                               | Ludwig (preußischer Generalmajor)                                               | Ludwig (preußischer Generalmajor)                                               | Ludwig (preußischer Generalmajor)                                               | Ludwig (preußischer Generalmajor)                                               | Ludwig (preußischer Generalmajor)                                               |  |  | Wilhelmine (Königin der Niederlande)                               | Wilhelmine (Königin der Niederlande)                               | Wilhelmine (Königin der Niederlande)                               | Wilhelmine (Königin der Niederlande)                               | Wilhelmine (Königin der Niederlande)                               | Wilhelmine (Königin der Niederlande)                               |  |  | Auguste (Kurfürstin von Hessen-Kassel)                            | Auguste (Kurfürstin von Hessen-Kassel)                            | Auguste (Kurfürstin von Hessen-Kassel)                            | Auguste (Kurfürstin von Hessen-Kassel)                            | Auguste (Kurfürstin von Hessen-Kassel)                            | Auguste (Kurfürstin von Hessen-Kassel)                            |  |  | Heinrich                                                                | Heinrich                                                                | Heinrich                                                                | Heinrich                                                                | Heinrich                                                                | Heinrich                                                                |  |  | Wilhelm (Generalgouverneur der Rheinprovinz und Westfalens)                              | Wilhelm (Generalgouverneur der Rheinprovinz und Westfalens)                              | Wilhelm (Generalgouverneur der Rheinprovinz und Westfalens)                              | Wilhelm (Generalgouverneur der Rheinprovinz und Westfalens)                              | Wilhelm (Generalgouverneur der Rheinprovinz und Westfalens)                              | Wilhelm (Generalgouverneur der Rheinprovinz und Westfalens)                              |  |  |                                                                                                   |                                                                                                   |                                                                                                   |                                                                                                   |                                                                                                   |                                                                                                   |  |  |  |  |  |  |  |  |  |  |  |  |  |  |  |  |  |  |  |  |  |  |  |  |  |  |  |  |  |  |  |  |  |  |  |  |  |  |  |  |  |  |  |  |  |  |  |  |